# Karlaplan (Stockholms tunnelbana)
Karlaplan ist eine unterirdische Station der Stockholmer U-Bahn. Sie befindet sich im Stadtteil Östermalm, unterhalb des gleichnamigen Platzes. Die Station wird von der Röda linjen des Stockholmer U-Bahn-Systems bedient. Die zentrale Lage in der Innenstadt macht die Station zu einer der meistfrequentierten Stationen des U-Bahn-Netzes. An einem normalen Werktag steigen hier 17.650 Pendler zu.
Die Station wurde am 2. September 1967 in Betrieb genommen, als der Abschnitt der Röda linjen zwischen Östermalmstorg und Ropsten eingeweiht wurde. Der Bahnhof wurde in offener Bauweise errichtet, die Bahnsteige befinden sich ca. 23 Meter unter der Erde. Die Station liegt zwischen den Stationen Östermalmstorg und Gärdet. Bis zum Stockholmer Hauptbahnhof sind es etwa zwei Kilometer.